# Triangulacijska točka
Triangulacíjska tóčka je triangulacijsko izmerjena točka s točno določenimi koordinatami in  nadmorsko višino.